# Michel Blanc-Dumont
Michel Blanc-Dumont (* 1948 in Saint-Amand-Montrond) ist ein französischer Comiczeichner.

## Werdegang
Michel Blanc-Dumont studierte nach seiner Schulzeit Kunst in Paris. Drei Jahre lang arbeitete er auch bei seinem Vater, einem bekannten Restaurator. Seine erste Kurzgeschichte realisierte er 1973 in Phénix. Alle seine Kurzgeschichten wurden 1985 im Album Courts métrages zusammengefasst.
Die Qualität seiner Zeichnungen und seine Vorliebe für den amerikanischen Westen waren den Verantwortlichen von Pilote nicht entgangen, weshalb er mit Laurence Harlé die Westernreihe Jonathan Cartland beginnen konnte. Ein Erfolg verbuchte er 1988, als Les survivants de l'ombre zum besten Album des Jahres gekürt wurde. Das letzte Album von Jonathan Cartland erschien 1995 nach einer Pause von sechs Jahren. Nach der Einstellung von Pilote kam es zur Zusammenarbeit mit Greg und zum Start der Krimireihe Colby. Michel Blanc-Dumont kehrte schließlich mit Die Jugend von Blueberry zum Western zurück.
Neben seiner zeichnerischen Tätigkeit arbeitet er auch als Illustrator. Seine zweite Frau Claudine koloriert seit 1981 seine Alben. Seine Kinder heißen Benjamin und Lucie.

## Werke
- Jonathan Cartland (1974–1995)
- Colby (1991–1997)
- Die Jugend von Blueberry (1998–2015)

## Auszeichnungen
- 1988: Bestes Album am Internationalen Comicfestival von Angoulême